# Oregon-Esche

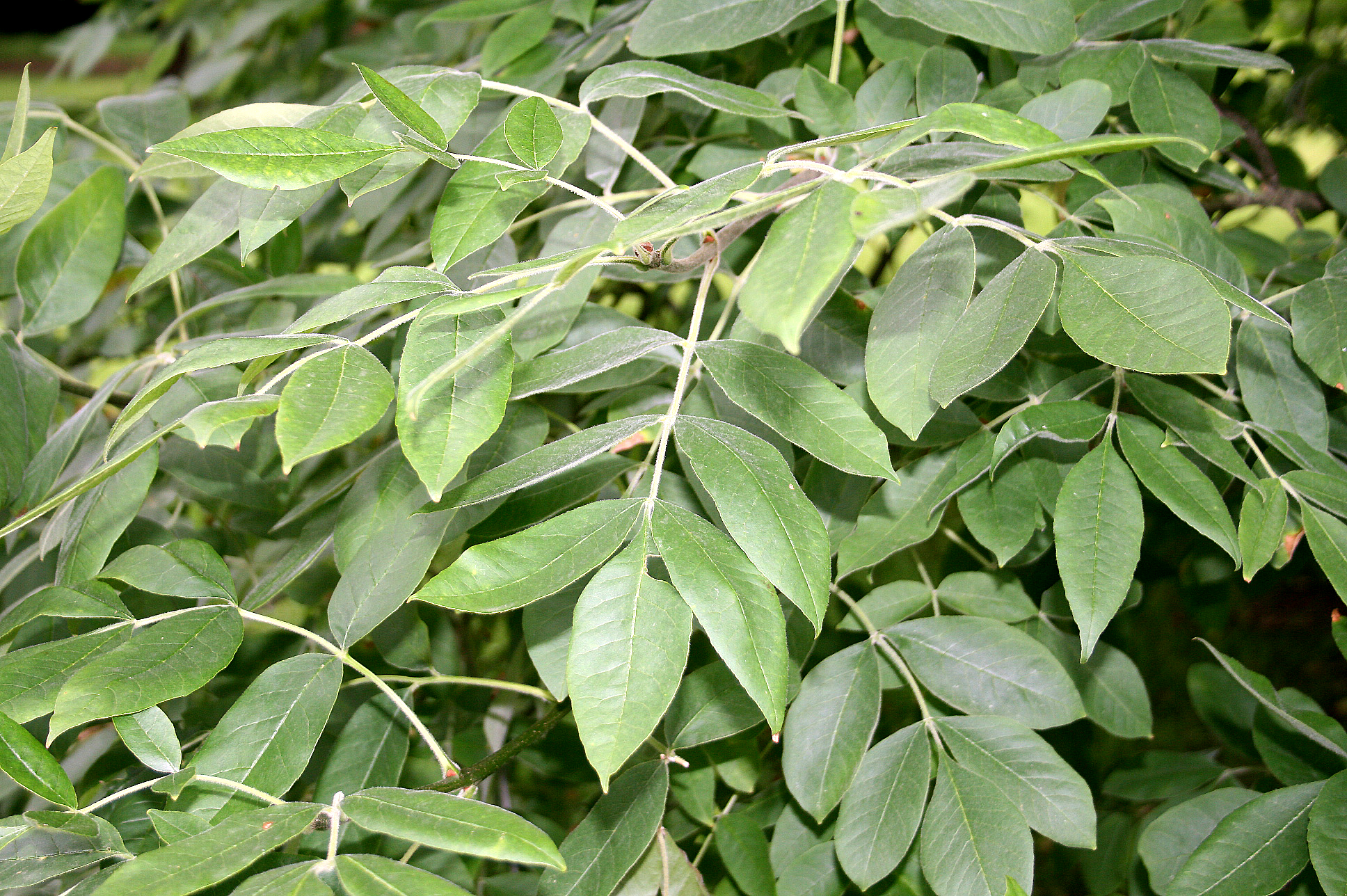
Blätter

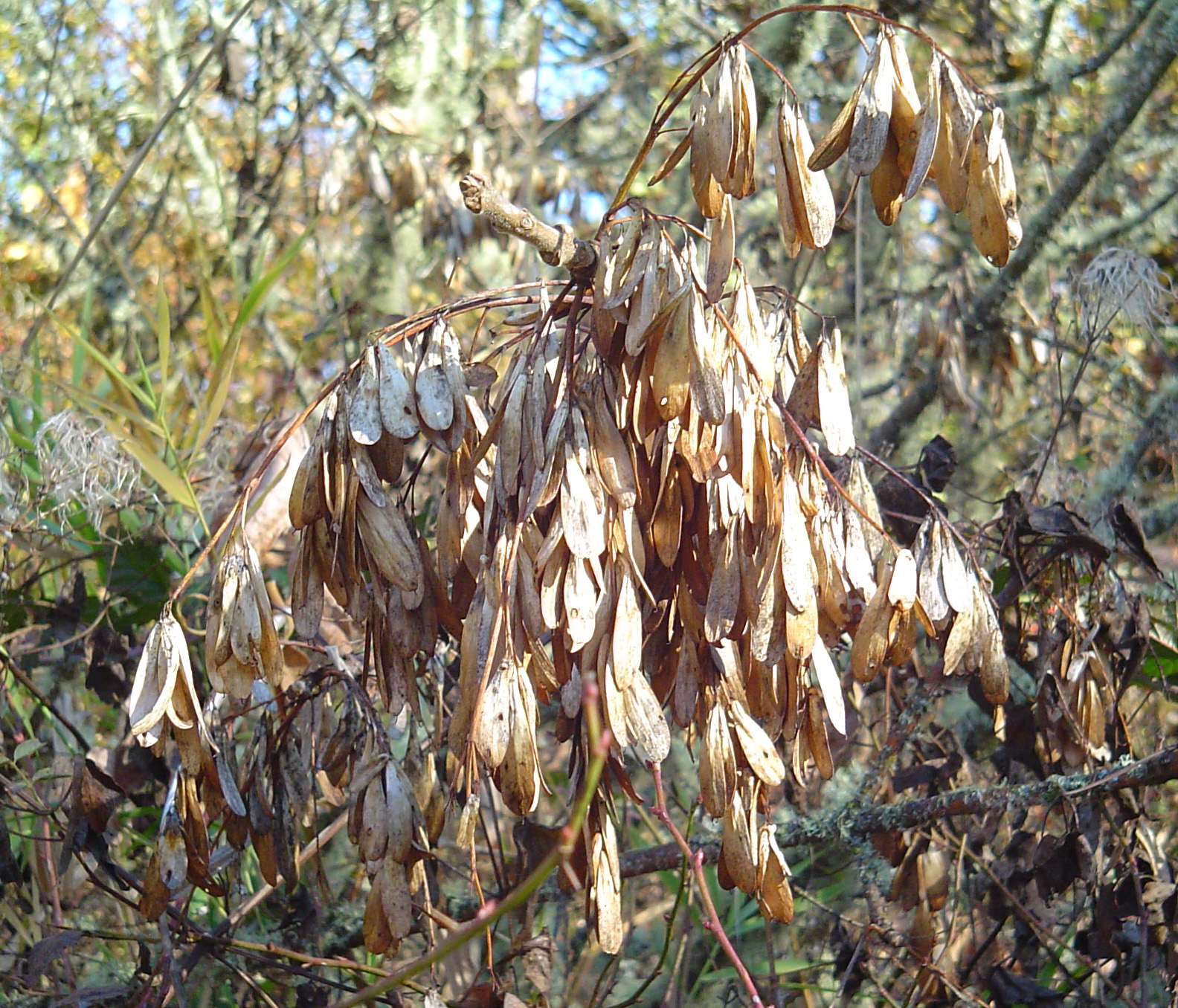
Fruchtstand

Die Oregon-Esche (Fraxinus latifolia) ist eine Pflanzenart aus der Gattung der Eschen in der Familie der Ölbaumgewächse. Ihr natürliches Verbreitungsgebiet ist der Westen Nordamerikas.

## Beschreibung
Die Oregon-Esche ist ein laubabwerfender, mittelgroßer Laubbaum, der eine Höhe von 15 bis 25 Metern erreicht. Der Stammdurchmesser erreicht über 1,2 Meter. Die Zweige sind steif und mehr oder weniger stark behaart. Die Endknospen sind braun, spitz und meist dünn bräunlich behaart. 
Die gegenständigen und gestielten Laubblätter sind 20 bis 35 Zentimeter lang, unpaarig gefiedert und bestehen aus 5 bis 7, selten auch 9 sitzenden oder fast sitzenden Blättchen. Die Blättchen sind 7 bis 14 Zentimeter lang, elliptisch bis eiförmig oder verkehrt-eiförmig, spitz mit abgerundeter bis spitzer Basis. Die Blättchoberseite ist kahl oder dünn behaart, die Unterseite ist behaart. Der Blättchenrand ist ganzrandig bis undeutlich gesägt. 
Die Blüten sind zweihäusig verteilt. Sie stehen in seitenständigen, kahlen Rispen. Kronblätter fehlen. Die Blüten erscheinen mit den Blättern von Mai bis Juni. 
Als Früchte werden 3 bis 4 Zentimeter lange, einseitig geflügelte und einsamige Nussfrüchte gebildet, deren Flügelsaum mehr oder weniger bis zur Basis herabläuft.

## Verbreitung und Ökologie
Das Verbreitungsgebiet der Oregon-Esche reicht von British Columbia in Kanada über den Nordwesten der Vereinigten Staaten bis nach Kalifornien. Dort gedeiht sie in Auen und an Ufern auf mäßig trockenen, frischen bis feuchten, schwach sauren bis neutralen, sandigen Böden an sonnigen Standorten. Sie ist wärmeliebend und meist frosthart.

## Systematik
Die Oregon-Esche (Fraxinus latifolia) ist eine Art aus der Gattung der Eschen (Fraxinus) aus der Familie der Ölbaumgewächse (Oleaceae). Sie wird der Sektion Melioides zugeordnet.

## Verwendung
Die Oregon-Esche wird selten als Nutzholz-Lieferant genutzt.